# 사코 & 반젯티
사코 & 반젯티(Sacco E Vanzetti, Sacco & Vanzetti)는 프랑스에서 제작된 지울리아노 몬탈도 감독의 1971년 영화이다. 지안 마리아 볼론테 등이 주연으로 출연하였다.

## 출연

### 주연
- 지안 마리아 볼론테
- 리카르도 쿠치올라

### 조연
- 시릴 쿠삭
- 제프리 킨
- 밀로 오세아
- 윌리엄 프린스
- 클로드 만
- 에드워드 제웨스버리
- 피어 지오바니 안치시
- 데스몬드 페리
- 존 하비
- 펠리시티 메이슨
- 폴 셔리프
- 존 그레이
- 클라우디오 고라
- 지아코모 피페르노
- 라파엘레 트리기아
- 로마노 모쉬니
- 세르지오 판토니

## 제작진
- 미술: 오렐리오 크루그놀라
- 의상: 엔리코 사바티니